# Carme Karr
Pour les articles homonymes, voir Karr.
Carme Karr i Alfonsetti, née à Barcelone le 16 mars 1865 et morte le 29 décembre 1943 dans cette même ville, est une journaliste et écrivaine espagnole.  
Elle est l'une des grandes figures du féminisme catalan.

## Biographie
Carme Karr naît à Barcelone le 16 mars 1865, d'un père ingénieur français et d'une mère italienne.
Elle commence à publier dans la revue Joventut, puis dirige de 1907 à 1917 la revue Feminal —supplément de la Ilustració Catalana —, devenant ainsi la première femme espagnole à diriger un journal.
Dans Feminal, elle écrit sous le pseudonyme de Joana Romeu et quelquefois de Xènia, en souvenir d'une polémique de 1906 avec Eugeni d'Ors.
Elle collabore aussi à d'autres grandes publications, comme le Diario de Barcelona, La Veu de Catalunya, Or i Grana (1906-1907, où elle prend le parti de Solidaritat Catalana), ou Las Provincias de Valence.

## Le féminisme catalan du début du siècle
Carme Karr est l'une des grandes promotrices du féminisme catalan du début du 20e siècle, en compagnie de Dolors Monserdà. Elle plaide pour doter les femmes d'outils qui leur permettent l'exercice d'une profession et l'acquisition de l'égalité de leurs droits.
En 1913, elle développe la Llar ("le Foyer", en catalan), une institution chargée de développer l'enseignement et les études pour les femmes.
En 1915, elle crée le Comité Femenino Pacifista de Catalunya, organisation antimilitariste ainsi qu'Acción Femenina en 1921.  
Elle dirige le Pavillon de la Femme à l'Exposition universelle de 1929 de Barcelone, où elle présente le travail de femmes de toute l'Espagne en tentant de défaire les stéréotypes.

## Vie personnelle et familiale
Passionnée de musique, elle compose également, sur des vers, notamment, de Apel·les Mestres.
Elle se marie en 1880 avec Josep Maria de Lasarte avec qui elle a quatre enfants : Montserrat, Joan Alfons, Paulina et Carme, la plus jeune, qui épouse le pédagogue Manuel Ainaud en 1918. 
Carme Karr est la fille de l'ingénieur Eugène Karr (1810-1884) et de Emilia Alfonsetti (1835-1872), la petite-fille du compositeur Henri Karr et la nièce du romancier Alphonse Karr. Elle est également la cousine de l'écrivaine française Violette Bouyer-Karr.

## Postérité
- Sa sépulture est située au cimetière de Montjuïc[7].
- Une rue de Barcelone porte son nom, dans le quartier de Sarrià (district Sarrià-Sant Gervasi)[8].